# Volvo 8900
Volvo 8900 är en buss från Volvo med högt golv eller med lågentré. Den lanserades 2011 och ersatte då Volvo 8500 och Volvo 8700. Produktionen avslutades inför årsmodell 2024 i slutet av  2023 i samband med en omstrukturering hos Volvo bussar där bl.a. bussproduktionen i polska Wrocław avslutades.
Bussen tillverkades under hela tillverkningstiden i Wrocław i Polen och i början även i Säffle i Sverige. Karossen byggdes av rostfritt stål och aluminium. Bussen gick att få med två eller tre axlar (boggi) och fanns fram till och med årsmodell 2015 med Volvo B7R-, B7RLE-, B9R- och B9RLE-chassin med motorer som klarade Euro 5-normen. Från årsmodell 2015 fanns Volvo 8900 endast tillgänglig med Volvo B8R- eller B8RLE-chassin med motorer som klarade Euro 6-normen i Sverige. Den fanns endast tillgänglig med förbränningsmotorer som drevs av antingen dieselolja eller biodiesel. Lågentréversionen gick att beställa utan podestrar i låggolvsdelen fram, alltså utan upphöjningar vid sidan om mittgången där sätena är placerade. 2015 ändrades designen på sidofönstren för att anpassa karossen till chassit utan podestrar.
Designen på fronten och fönstret vid förarplatsen fanns redan på den sista årsmodellen av Volvo 8500 men Volvo 8900 fick även ett nytt bakparti och till viss del nya chassin. Volvo B7RLE fanns även på föregångarna Volvo 8500 och 8700 medan Volvo B9R och B9RLE var nya för Volvo 8900 och avlöste de föregående Volvo B12M-, B12B-, B12BLE och B9S-chassina.
Stadsbussmodellen med helt lågt golv, Volvo 7900, har i stort sett samma front som 8900, bortsett från att den är något lägre och saknar spoiler.
Karossen är mer formstabil än Volvo 8500 då det är mera stål i karossen men är samtidigt lättare och kan ta fler passagerare än Volvo 8700 då det är mera aluminium i karossen.
Volvo 8900 var den mest sålda bussen i Sverige år 2022.

## Bildgalleri

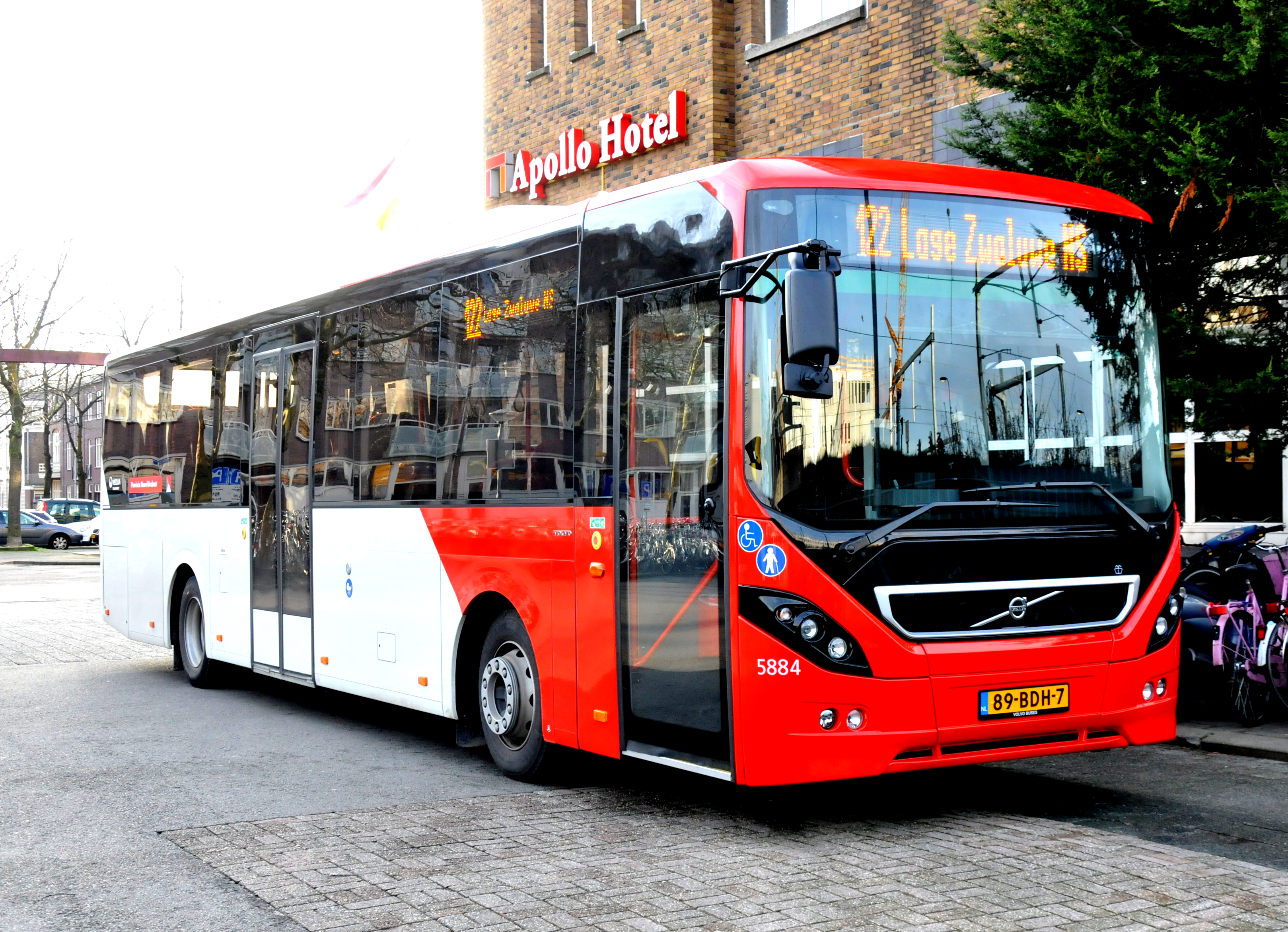
Tvåaxlad Volvo 8900 med B8RLE-chassi i Breda, Nederländerna.
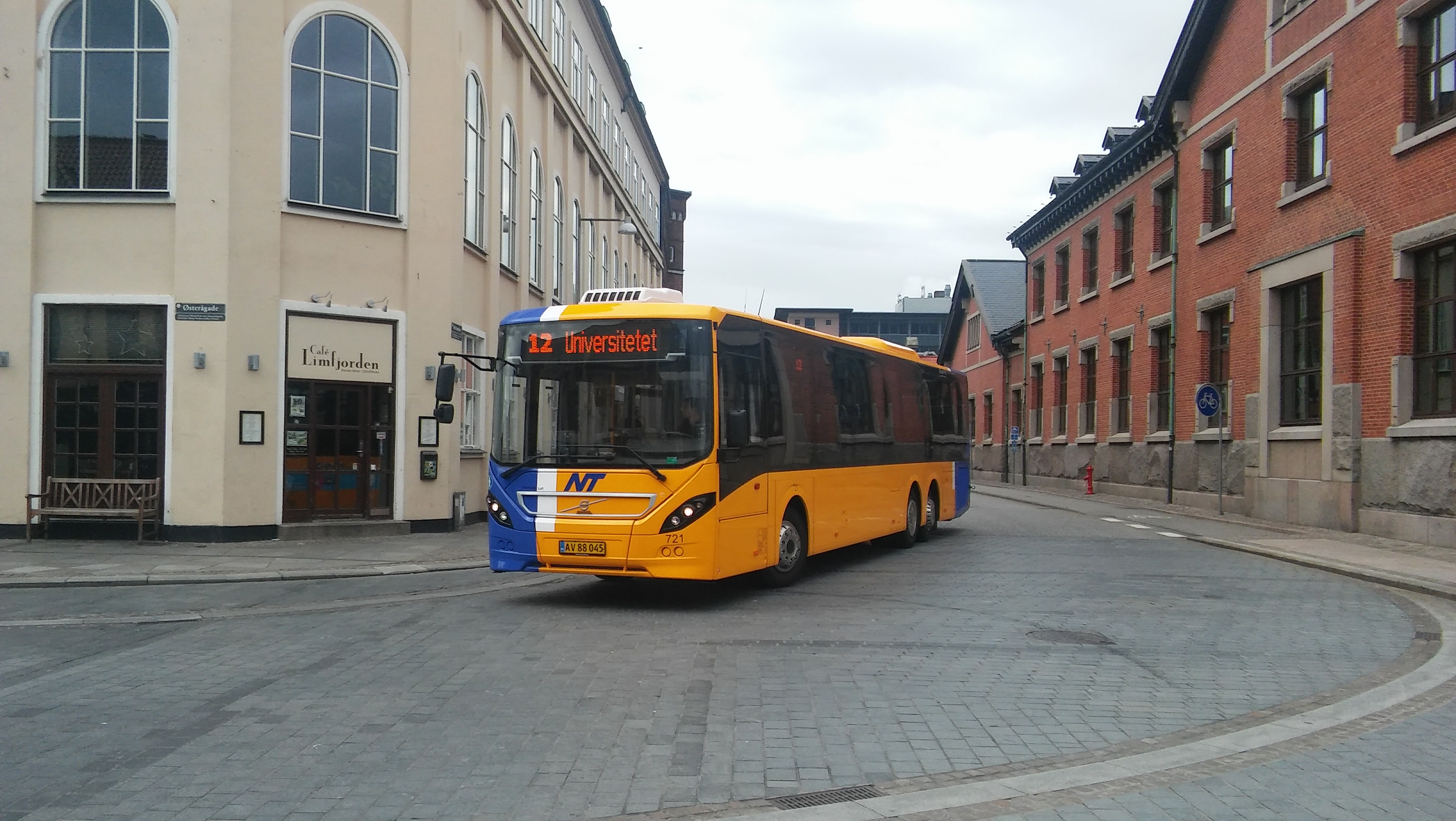
Volvo 8900 i Ålborg i Danmark
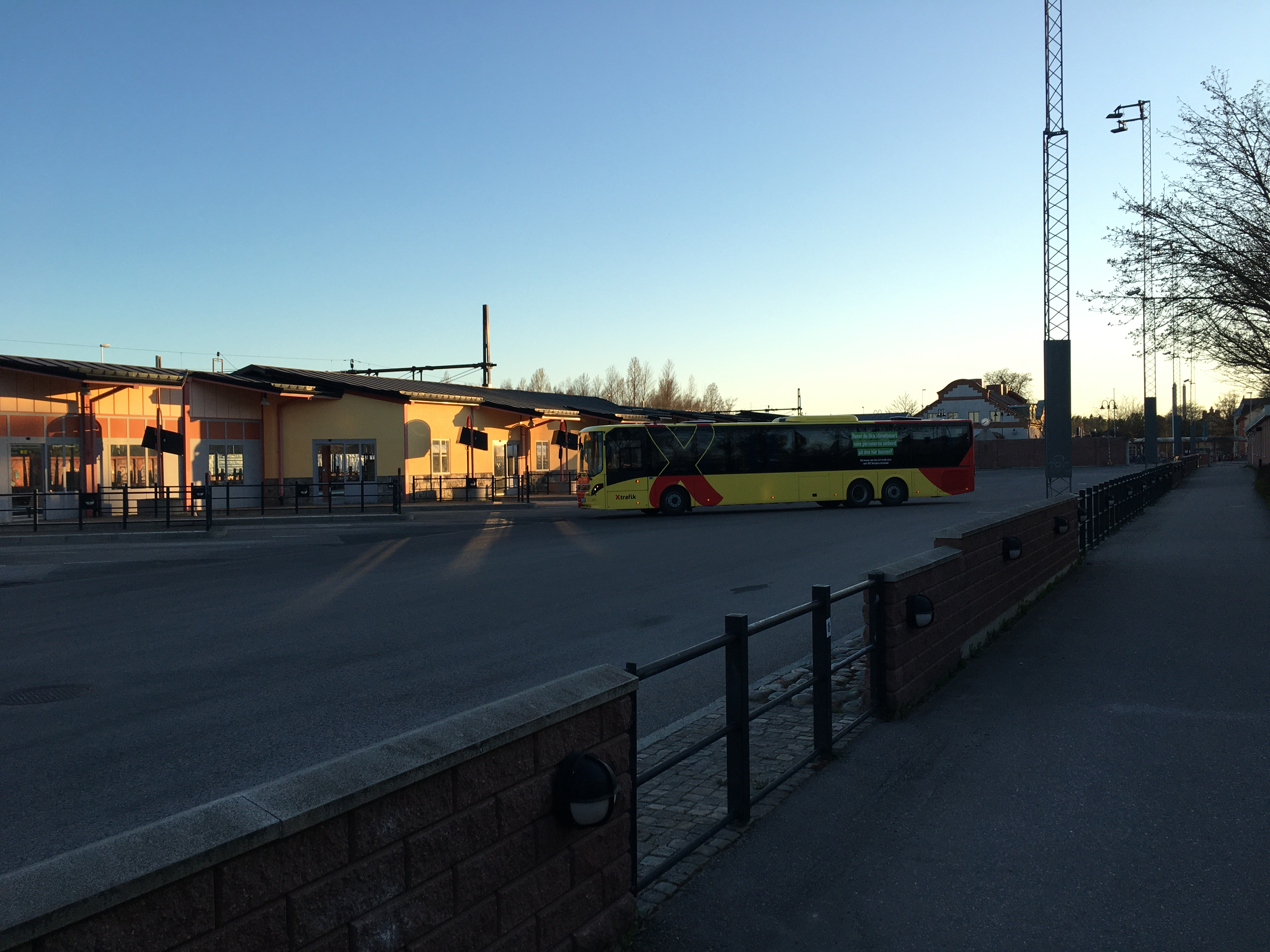
Volvo 8900 vid Sandviken resecentrum.